# Lane Napper

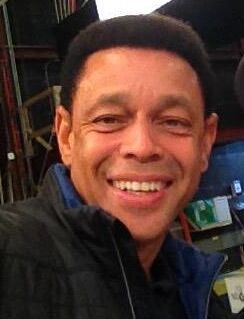
Lane Napper (2012)

Lane Napper (* 22. Juni 1967) ist ein US-amerikanischer Schauspieler.

## Karriere
Als Schauspieler spielte Napper in der Fernsehserie Victorious in 19 Folgen die Rolle des Vertrauenslehrers Lane Alexander. Außerdem war er unter anderem in den Serien Drake & Josh und iCarly zu sehen. Als Choreograph und Dialogtrainer wirkte Napper unter anderem in den Fernsehserien Drake & Josh, Zoey 101, iCarly und Victorious mit.

## Filmografie (Auswahl)

### Schauspieler
- 2000–2002: Nikki (6 Folgen)
- 2004–2007: Drake & Josh (2 Folgen)
- 2007–2011: iCarly (3 Folgen)
- 2010–2012: Victorious (19 Folgen)
- 2011: iCarly: Party mit Victorious (iCarly: iParty with Victorious)
- 2018: Game Shakers – Jetzt geht’s App (1 Folge)
- 2018: The Good Cop (1 Folge)

### Choreograph
- 2003–2004: All That (3 Folgen)
- 2007–2008: iCarly (9 Folgen)
- 2010–2013: Victorious (29 Folgen)
- 2015–2017: Game Shakers – Jetzt geht’s App (4 Folgen)
- 2015–2018: Henry Danger (5 Folgen)

### Dialogtrainer
- 2004–2007: Drake & Josh (26 Folgen)
- 2005–2006: Zoey 101 (17 Folgen)
- 2007–2009: iCarly (12 Folgen)